# مارك دود
مارك دود (بالإنجليزية: Mark Dodd)‏ هو لاعب كرة قدم أمريكي، ولد في 14 سبتمبر 1965 في دالاس في الولايات المتحدة. شارك مع منتخب الولايات المتحدة لكرة القدم. أما مع النوادي، فقد لعب مع نادي دالاس.

## وصلات خارجية
- مارك دود على موقع الاتحاد الدولي (مؤرشف)  (الإنجليزية)
- مارك دود على موقع الدوري الأمريكي (الإنجليزية)
- مارك دود على موقع قاعدة بيانات كرة القدم.إي يو (الإنجليزية)
- مارك دود على موقع ناشيونال فوتبول تيمز (الإنجليزية)
- مارك دود على موقع عالم كرة القدم.نت (الإنجليزية)